# Италия на «Евровидении-1960»
Италия принимала участие в Евровидении 1960, проходившем в Лондоне, Великобритания. Её представил Ренато Рашель с песней «Romantica», выступавший под номером 12. В этом году страна получила пять баллов, разделив 8 и 9 места со Швейцарией, получившей столько же баллов. Комментатором конкурса от Италии в этом году стал Джорджио Порро, а глашатаем — Энзо Тортора.
В Италии в этом году проходил национальный отбор в виде фестиваля в Сан-Ремо, состоящий из полуфинала и финала. В полуфинале приняло участие 20 песен, которые исполняли по два артиста с различными аранжировками. Затем в финал прошли 10 песен и 20 исполнителей. Финал прошёл 30 января 1960 года. По итогу, первое место заняла композиция «Romantica», а между двумя исполнителями Тони Даллара и Ренато Рашель, был выбран второй.

## Страны, отдавшие баллы Италии
Каждая страна имела жюри в количестве 10 человек, каждый человек мог отдать очко понравившейся песне.
| Отдали Италии… | Отдали Италии…                |
| 2 балла        | 1 балл                        |
| -------------- | ----------------------------- |
| Монако         | Люксембург Бельгия Нидерланды |

## Страны, получившие баллы от Италии
| 3 балла | Бельгия                                            |
| 2 балла | Великобритания                                     |
| 1 балл  | Швеция, Люксембург, Австрия, Швейцария, Нидерланды |